# Железнодорожная ветка Нахабино — Павловская Слобода
Железнодорожная ветка Нахабино — Павловская Слобода — существовавшая в 1924—2007 годах железная дорога, соединявшая Рижское направление Московской железной дороги с посёлком Павловская Слобода. Проходила по территории Красногорского и Истринского районов.
|  |  |  |

|  |  |  |

|  |  |  |

|  |  |  |

|  |  |  |

|  |  |  |

|  |  |  |

|  |  |  |

|  |  |  |

|  |  |  |

|  |  |  |

|  |  |  |

Ветка была однопутной, электрифицированной. Использовалась по большей части для пассажирского движения, всего существовало 6 остановочных пунктов.

## История
Железная дорога до Павловской Слободы была построена для снабжения военных полигонов Наркомата Обороны СССР в 1920-е годы (точное время постройки не определено, однако в 1924 году станция Павловская Слобода значится в расписаниях). Как минимум с 1924 года линия в ведении НКПС. Практически все пассажирские остановочные пункты существовали с момента постройки. В 1956 году ветка электрифицирована постоянным током с напряжением 3 кВ.

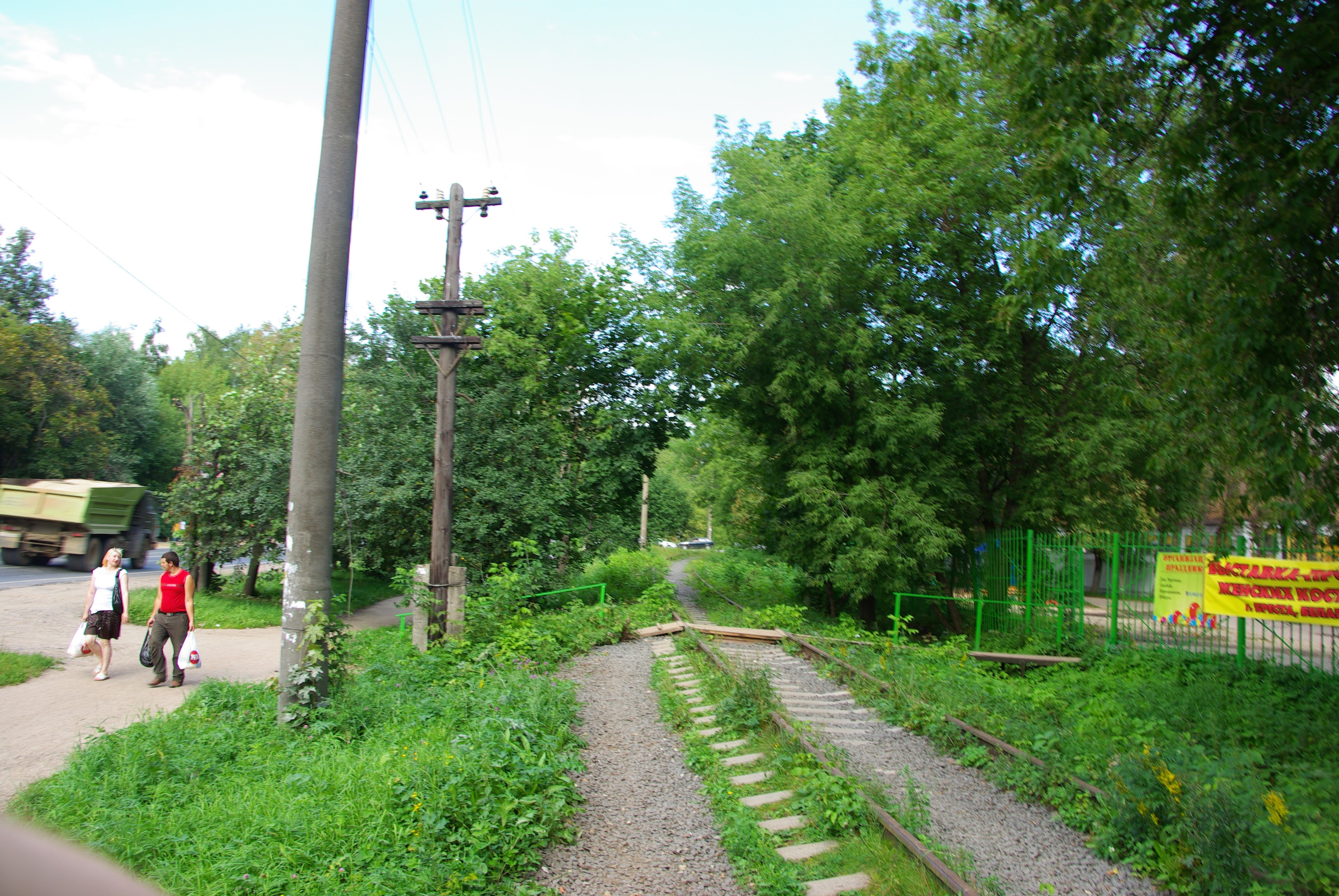
Пути в начале ветки в 2008 году. В 2010-х на этом месте построено автомобильное шоссе.

В начале 1980-х годов были закрыты все кассовые павильоны на платформах. Тогда же была построена платформа Парковая-2. Однако уже с 1992 года ветка постепенно стала приходить в упадок — в связи с плохим состоянием полотна увеличилось до получаса время в пути, произошло значительное снижение пассажиропотока. Также на этот период пришёлся всплеск вандализма. В результате многие электропоезда были отменены, а в ноябре-декабре 1996 года пассажирское движение на ветке было прекращено.

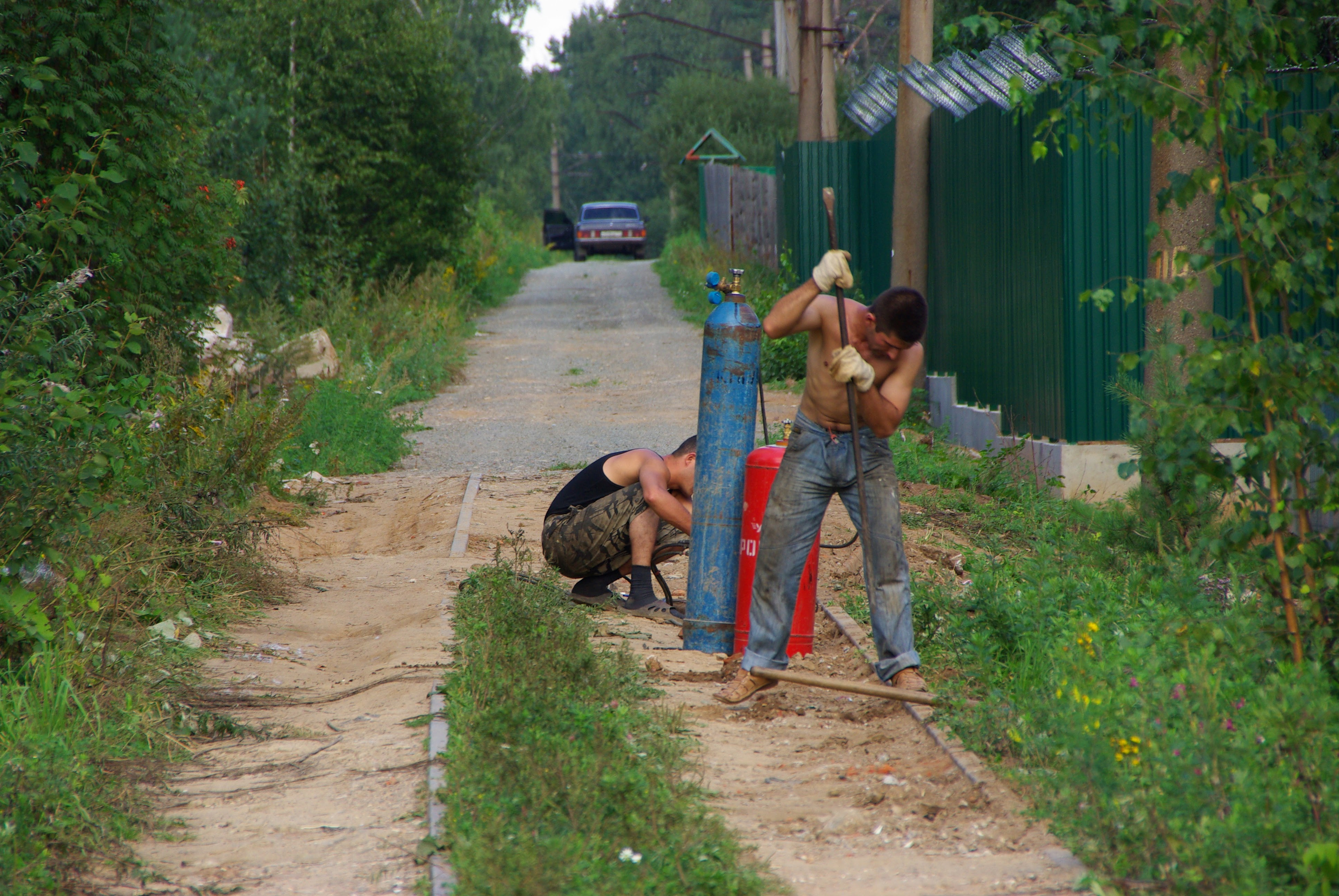
Разрушение железнодорожного пути в 2008 году

Часть контактной сети была снята, часть пропала по не зависящим от РЖД причинам ещё в конце 1990-х годов. Летом 2007 года производился демонтаж рельсошпальной решётки, то есть фактически ветка перестала существовать лишь в 2007 году.
Официально закрыта лишь в 2011 году.

## Описание линии

### Нахабино

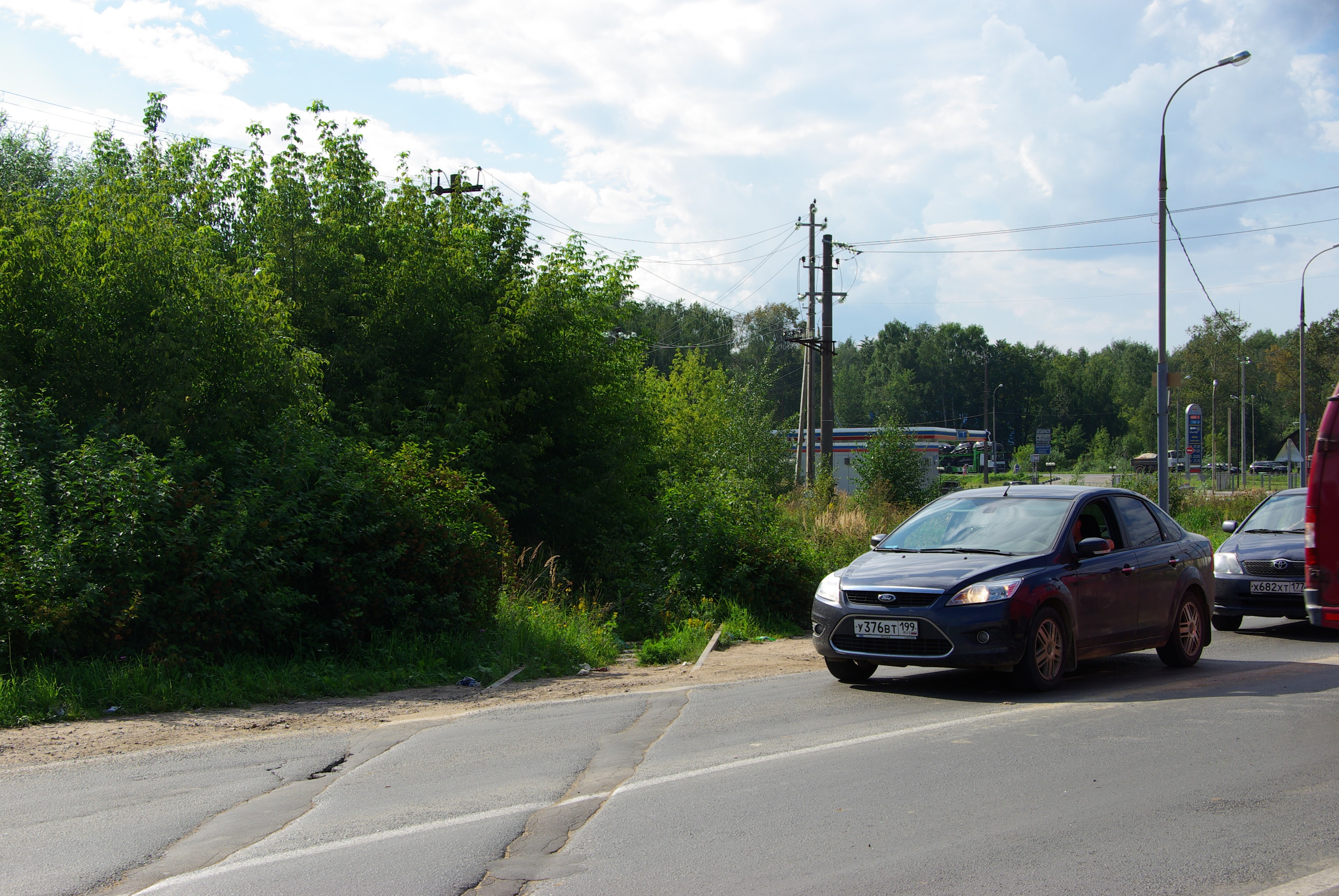
Переезд у Нахабино в 2008 году

Электропоезда до Павловской Слободы отправлялись со второй платформы станции Нахабино. После ликвидации ветки путь используется для оборота электропоездов, следующих до Нахабино из Москвы. Путь ветки шёл от платформы параллельно основному ходу и отходил на юг от западной горловины станции возле ворот моторвагонного депо «Нахабино» (ТЧ-17). Единственный остановочный пункт на ветке с высокой платформой.

### Парковая
Существовало две платформы с одинаковым названием Парковая.

#### Парковая-1
Была построена в 1929 году, одновременно с открытием ветки. Находилась в посёлке Нахабино на улице 11-и Саперов (до 1945 года — улица Парковая), возле примыкания к ней Институтской улицы. Возле платформы находился охраняемый железнодорожный переезд.

#### Парковая-2

Платформа Парковая-2 в 2008 году

Была построена в 1983 году как замена Парковой-1. Находилась на окраине посёлка Нахабино, рядом с Парковой улицей (по Нахабино ветка шла параллельно ей).

### Исаково
Платформа находилась восточнее деревни Исаково. Немного дальше находился неохраняемый железнодорожный переезд.

### Озерки

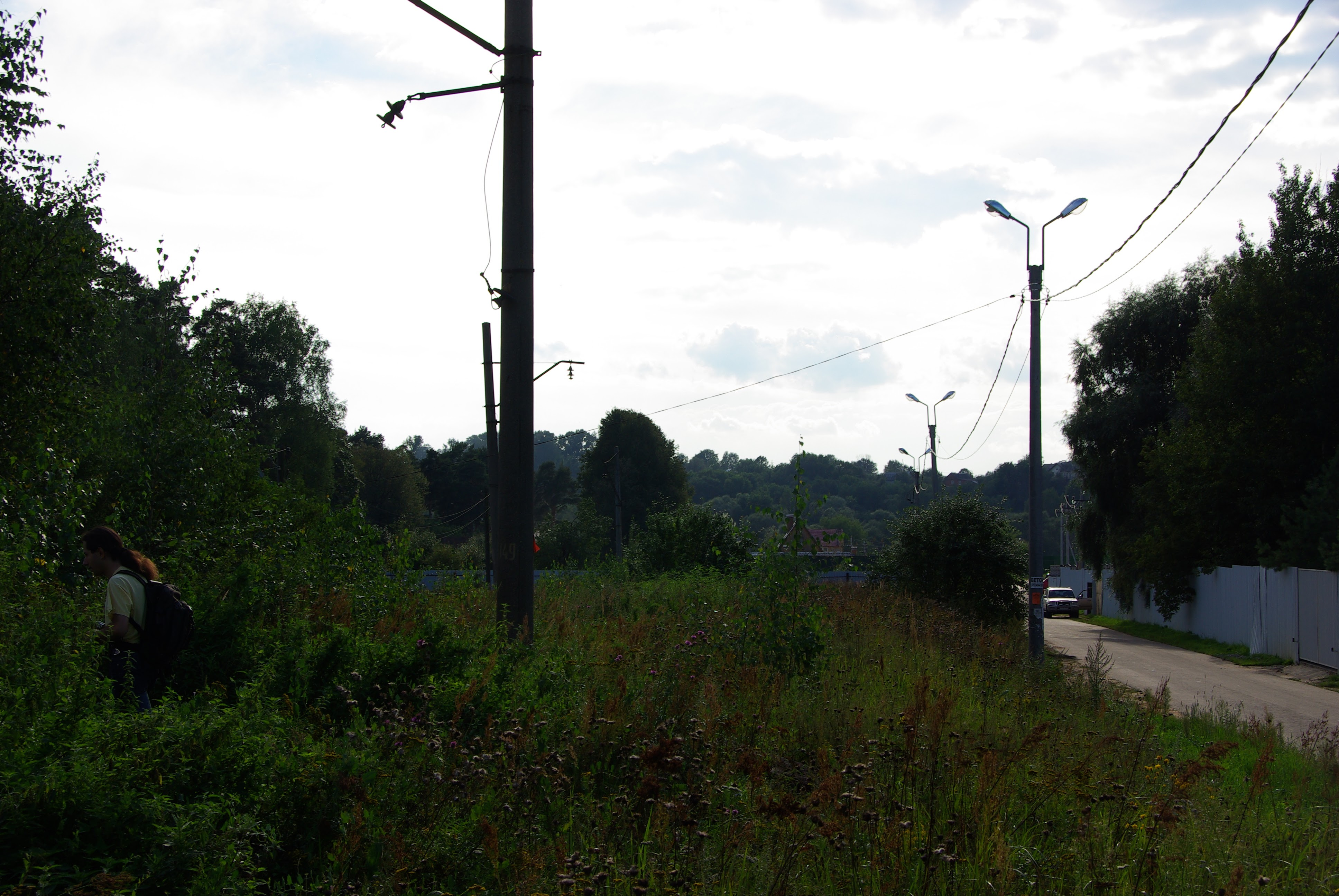
Предположительное место, где была станция Павловская слобода. Точные координаты неясны. 2008 год.

### Павловская Слобода
От станции Павловская слобода можно было по полевой дорожке дойти до берега реки Истра, где располагался оригинальный подвесной мост. Перейдя по нему на правый берег реки, можно было попасть на окраину Павловской слободы. Именно здесь, на окраине села, располагается агробиостанция «Павловская слобода» МПГУ (ранее МГПИ им. Ленина). Подвесной мост в настоящее время не действует. Он практически разрушен, хотя основа осталась и его вполне можно реанимировать.

## Ответвления

### Ветка через р. Истру
Отходила от станции в сторону Павловской Слободы, проходила по мосту через реку Истра и заканчивалась недалеко от центра посёлка, на территории воинской части. В 1990-х годах рельсы были сняты, железнодорожный мост перестал использоваться, так как находится на охраняемой режимной территории. Летом 2018 года мост был демонтирован.

### Ветка к военным складам
Вторая ветка от станции Павловская Слобода отходила на восток к ликвидированной в 2010-е годы воинской части, представляющей собой склады для хранения техники.

## Режим пассажирской работы
Электропоезда, курсировавшие по ветке Нахабино — Павловская Слобода, работали изолированно, не заходя на магистральные направления и были приписаны к моторвагонному депо «Нахабино» (ТЧ-17). Время в пути от станции Нахабино до Павловской Слободы составляло 16 минут.
Для работы на ветке до с 1920-х годов по 1956 год использовался паровоз Ов с двумя — четырьмя двухосными пассажирскими вагонами. При этом в расписании 1927 года значится 4 прямых поезда от Рижского вокзала до Павловской Слободы. К 1946 году (с какого года — неизвестно) поезда до Павловской Слободы отправлялись только от Нахабино. С момента электрификации в 1956 году курсировали трёхвагонные секции Ср и Ср3. В 1962—1992 годах использовались четырёхвагонные электропоезда ЭР2 и ЭР22м. После 1992 года в силу ряда причин (не зависящих от пассажиропотока) на линии работали не только четырёх-, но и шестивагонные ЭР2.
Кассы существовали на всех платформах, кроме Парковой-2. Касса на платформе Озерки сгорела весной 1984 года. Остальные кассы (кроме станции Нахабино) были закрыты во второй половине 1980-х годов. Билетный контроль осуществлялся до начала 1990-х годов, после был отменен из-за угрозы жизни и здоровью контролёров со стороны части пассажиров.
Согласно архивным расписаниям, в 1967—1968 годах на ветке курсировало 20 пар поездов. От 22 пар поездов в 1980-х годах к 1993 году осталось только 18. В дальнейшем часть поездов была отменена и к 1996 году осталось только 4 пары поездов, причем время в пути зачастую превышало 30 минут из-за плохого состояния полотна, а также из-за частых остановок «по требованию».

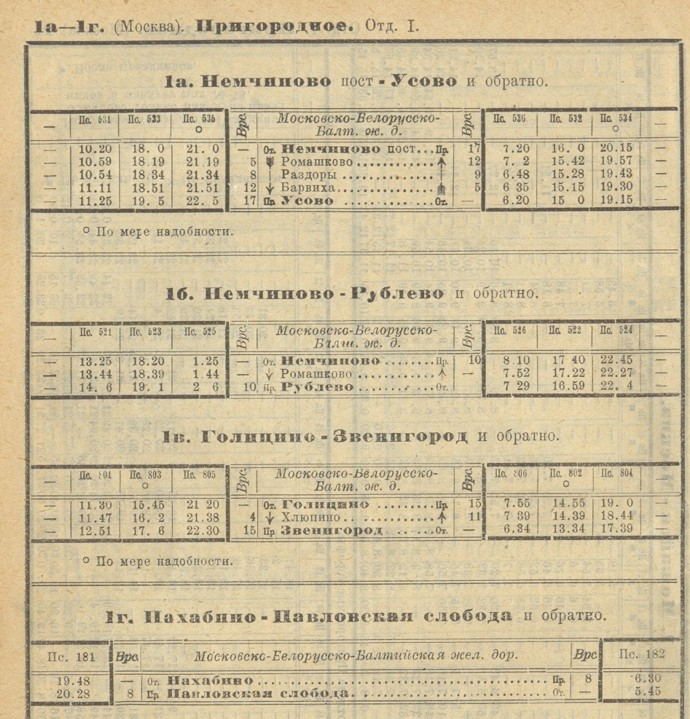
Нахабино — Павловская Слобода, расписание 1924 года.
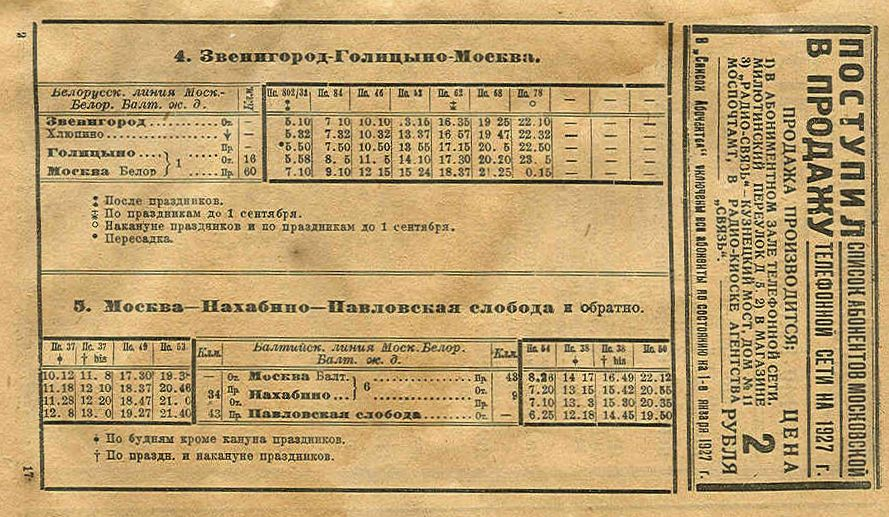
Москва — Нахабино — Павловская Слобода, расписание 1927—1928 года.
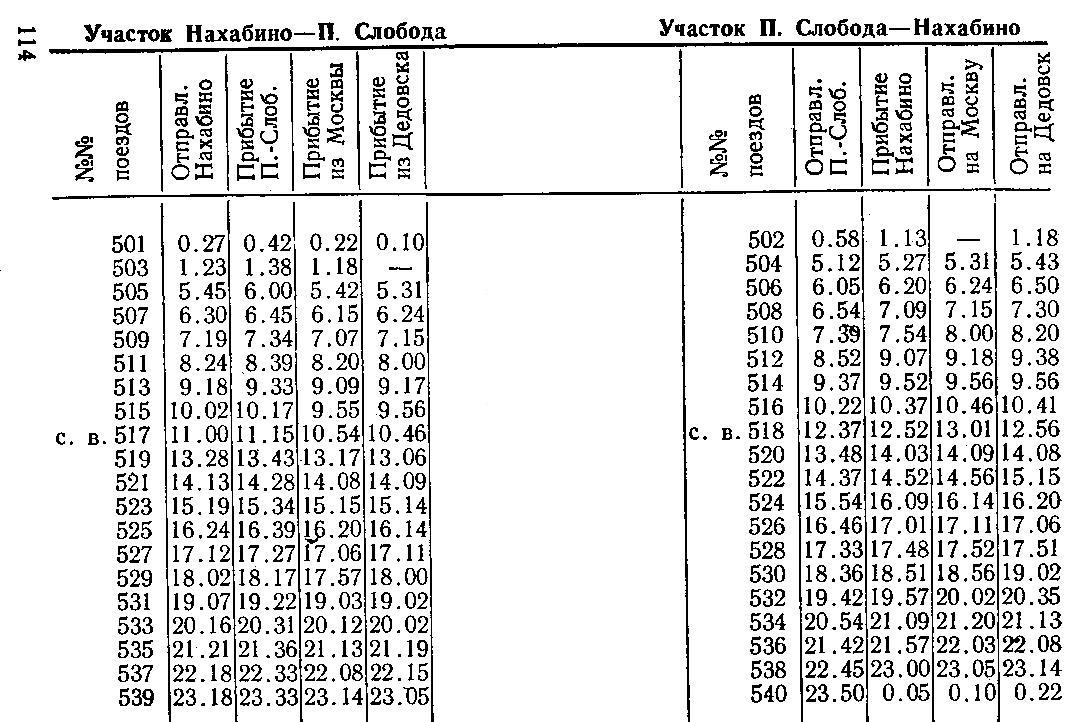
Нахабино — Павловская Слобода, расписание 1967—1968 года.
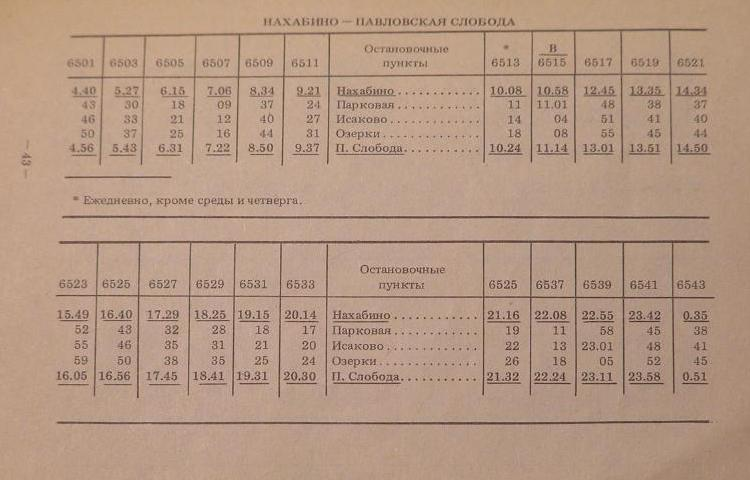
Нахабино — Павловская Слобода, расписание 1985—1986 года.
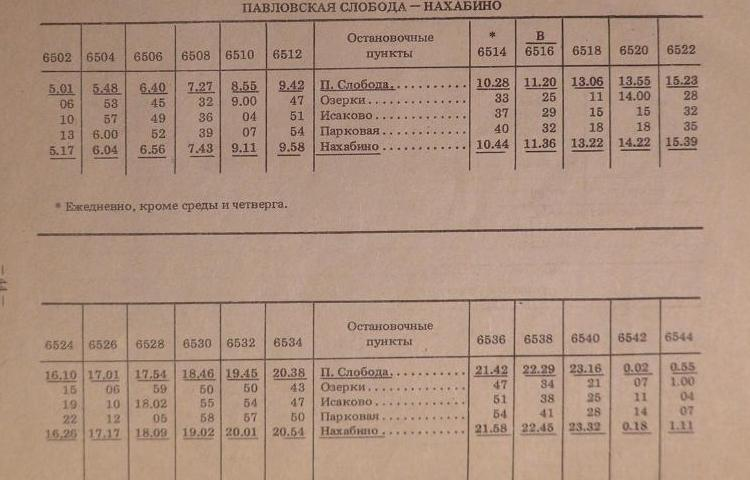
Павловская Слобода — Нахабино, расписание 1985—1986 года.
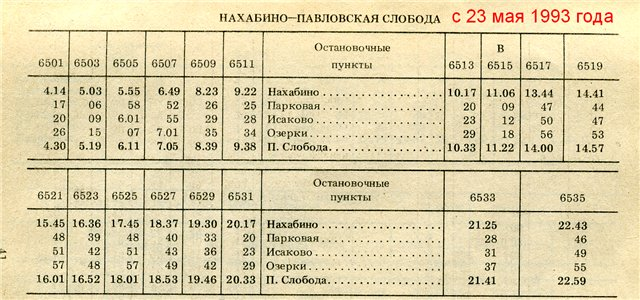
Нахабино — Павловская Слобода, расписание 1993—1994 года.
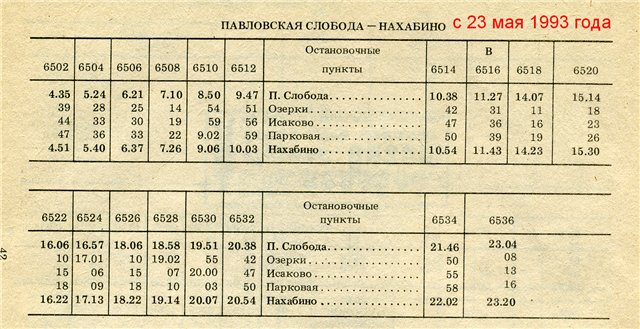
Павловская Слобода — Нахабино, расписание 1993—1994 года.

## Современное состояние
Практически все рельсы были демонтированы в 2007 году, однако в районе платформы Парковая-1 ещё сохраняются отдельные рельсовые участки, также на лето 2008 года оставалось несколько сотен метров неразобранного пути от самой станции Нахабино, упиравшегося в недавно поставленный забор, ставший импровизированным тупиком. По разобранному полотну железной дороги на отдельных участках проложены грунтовые автомобильные дороги, используемые для подъезда к дачным кооперативам.
Сохранились все пассажирские платформы, за исключением Павловской Слободы, на месте которой построен коттеджный посёлок. Также сохранилась большая часть опор контактной сети до платформы Озерки и железнодорожный мост через реку Истру. На территории воинской части в посёлке Павловская Слобода следов железной дороги практически не осталось.